# Al Aarons
Albert W. "Al" Aarons (Pittsburgh, 23 maart 1932 – Laguna Woods, 17 november 2015) was een Amerikaanse jazz- en studiomuzikant. Hij speelt trompet en bugel.
Aarons had les in Pittsburgh en Chicago en ging in Detroit naar de Wayne State University (1955-1957). In Detroit speelde hij met Yusef Lateef en Barry Harris. Ook werkte hij met organist Wild Bill Davis. In de periode 1961-1969 was hij lid van het orkest van Count Basie, daarna ging hij in Los Angeles werken als freelancer in de film- en televisie-industrie, onder meer met Gerald Wilson, Buddy Collette en Henry Mancini. Ook speelde hij bijvoorbeeld met Frank Foster, Frank Wess en Harry Edison.  Vanaf 1945 heeft hij aan talloze opnames meegewerkt, onder meer van Bobby Bryant, Kenny Burrell, Stanley Clarke, Ella Fitzgerald, Milt Jackson, Carole King, Maria Muldaur, Carmen McRae, Oliver Nelson, Zoot Sims en Sarah Vaughan. Onder eigen naam nam hij in 1995 een album op. Ook was hij met Collette, Red Callender en Grover Mitchell oprichter van het platenlabel Legend Records.

## Discografie
- Al Aarons & the L.A. Jazz Caravan, Los Angeles Jazz Society

- Bibsys: 1005088
- Bibliothèque nationale de France: cb138905455 (data)
- Gemeinsame Normdatei: 1115193430
- International Standard Name Identifier: 0000 0000 3708 6312
- Library of Congress Control Number: no92003393
- MusicBrainz: 0e04fb98-1eba-4f83-b6b2-435ecad94cce
- Istituto Centrale per il Catalogo Unico: DDSV196468
- SNAC: w6m46vjk
- Système universitaire de documentation: 156870770
- Virtual International Authority File: 195177
- WorldCat: E39PBJxhfbbmBmkphyxQQdVBfq